# Hans George von Dresky
Hans George von Dresky (geb. 1728 im Kreis Reichenbach; gest. 1812 in Pfaffendorf) war ein preußischer Landrat.

## Leben
Hans George von Dresky war Angehöriger des schlesischen Uradelsgeschlechts Dresky. Nach dem Besuch von Schulen in Alt-Brandenburg und Sorau immatrikulierte er sich 1740 an der Universität Jena und 1746 an der Universität Wittenberg. Im Anschluss war er zunächst mehrere Jahre als Kreisdeputierter tätig. 1768 wurde er mittels Ordre zum Nachfolger von George Rudolph von Schindel als Landrat des Kreises Reichenbach ernannt. Das Amt als Landrat übte er bis 1796 aus.

## Persönliches
Hans George von Dresky war seit dem 2. Mai 1758 mit Sophie Ernestine (1735–1817), geb. Freiin von Zedlitz und Leipe auf Kapsdorf verheiratet.